# Aleš Guček
Aleš Guček, slovenski arhitekt, alpski smučar in publicist, * 19. november 1944, Ljubljana.
Je nekdanji reprezentant, učitelj in demonstrator alpskega smučanja ter strokovnjak in avtor na področju zgodovine smučanja.
Maturiral je na Šubičevi gimnaziji v Ljubljani in diplomiral na Fakulteti za arhitekturo Univerze v Ljubljani.

## Delo in dosežki
Smučanje je bil njegov konjiček od mladih let. Smučati je začel pri treh letih in prvič tekmoval pri devetih, ko se je včlanil v Smučarski klub Enotnost v Ljubljani. Leta 1958 je postal mladinski alpski reprezentant in zadnje leto v mladinski konkurenci natopil na FIS A tekmah (danes svetovni pokal) in FIS B (danes evropski pokal). Z devetnajstimi leti je prenehal tekmovati.
Tečaj in izpite za učitelja smučanja je opravil leta 1965 v Sloveniji, leta 1969 v Franciji in leta 1970 v Nemčiji. Demonstrator je bil od leta 1966 do 1979, vodja demonstratorske vrste pa od leta 1968 do 1975. Od leta 1972 do 1974 je bil predsednik Zbora vaditeljev, učiteljev in trenerjev smučanja Slovenije ter član Predsedstva Smučarske zveze Slovenije.
Na področju poučevanja smučanja je leta 1969 v šolo smučanja uvedel tehniko krožnega gibanja kolen, osnove alpske tekmovalne tehnike, postavil kriterije s faktorji od ena do tri glede na zahtevnost smučarskih prvin na izpitih za učitelje smučanja in uvedel izpit iz slaloma. V učni načrt šole smučanja je vključil osnove teka na smučeh in smučarskih skokov.
Med služenjem vojaške obveznosti v letih 1971 in 1972 na Pokljuki je na tečaju starešin (oficirjev) Jugoslovanske ljudske armade vpeljal tehniko krožnega gibanja kolen namesto tehnike nasprotnega sukanja ramen. Namesto lesenih smuči in kandahar vezi s čeljustmi je zagovarjal uvedbo aluminijastih smuči in varnostnih vezi v Jugoslovansko ljudsko armado (1973). Predstavniki Generalštaba JLA so sprejeli njegov predlog in nova oprema je bila na razpolago vojakom leta 1974.
Aleš Guček je aktivno smučarsko obdobje končal leta 1980 in se posvetil zgodovini smučanja. Je avtor monografij, almanahov in priročnikov:
- Zgodovinski zavoji ZVUTS-a: almanah ob 60-letnici ustanovitve Zbora smuških učiteljev (Zveza vaditeljev, učiteljev, in trenerjev smučanja Slovenije - ZVUTSS, 1995)
- Po smučinah od pradavnine (Magnolija, 1998)
- Pohorska vzpenjača: 50 let (1957 – 2007) (Maribor, 2007)
- Sledi smučanja po starem: smučarske tehnike (Združenje učiteljev in trenerjev smučanja pri SZS, 2004)
- Za zapečkom, ilustrirana zgodovina slovenskega smučanja v slovenščini in angleščini (2007)
- Brez sape v hrib - razvoj slovenskih žičnic: ob 70-letnici prve smučarske vzpenjače v Sloveniji in 60-letnici prve smučarske vlečnice v Sloveniji (Združenje žičničarjev Slovenije, 2009)
- Po smučini spoznaš krmarja (ZUTS – Združenje učiteljev in trenerjev smučanja Slovenije, 2009)
- Planica, Joso Gorec in slovensko smučanje (Schwarz print, Fundacija za šport RS, Zavod za šport RS Planica, 2012)

Je soavtor uradnih učnih načrtov šole smučanja:
- Smučanje danes (Zbor učiteljev in trenerjev smučanja, 1969)
- Smučanje'74 (Zbor vaditeljev, učiteljev in trenerjev smučanja Slovenije, 1973)
- Smučanje danes: gradivo za usposabljanje (Združenje učiteljev in trenerjev smučanja Slovenije, 2002) - koordinator in soavtor
- žepnih izdaj učnih načrtov Alpsko smučanje in Deskanje (ZUTS - Združenje učiteljev in trenerjev smučanja Slovenije, 2003)

Je soavtor knjige Na krilih smučarskih letalcev: ob osemdesetletnici prve mednarodne prireditve v Planici leta 1934 (Schwarz print, 2013), pobudnik in soavtor Slovenskega smučarskega slovarja (Inštitut za slovenski jezik Frana Ramovša ZRC SAZU, Založba ZRC, 2011) ter sodelavec pri francoski Encyclopédie du ski (avtor Jean-Jacques Bompard, založba Hermé, Paris, 2005).
Aleš Guček je napisal več kot 130 člankov v domače in tuje strokovne revije, časopise, biltene in tednike o tehniki alpskega smučanja in zgodovini smučanja. Pripravil je preko 70 tematskih poglavij o zgodovini smučanja, ki so objavljeni na številnih spletnih straneh. Za radio in televizijo doma in v tujini je imel 18 intervjujev o zgodovini smučanja.
Leta 2001 je na lastno pobudo pričel z delom na obsežnem Ilustriranem smučarskem jezikovnem priročniku, ki vsebuje preko 27.000 besed in besednih zvez in je opremljem s približno 7.800 fotografijami in ilustracijami. Priročnik po 18 letih dela zaključuje, gesla pa bodo v slovenskem, angleškem, nemškem in francoskem jeziku.
Aktivno je prikazoval bloško smučanje po starem doma, v Avstriji, Italiji in Japonskem ter za Televizijo Slovenija in TV Scotland. Predavanja o zgodovini smučanja s pomembnimi slovenskimi smučarskimi dogodki je imel na FIS konferencah zgodovine smučanja in drugih kongresih v tujini (Avstrija, Finska, Nemčija, Norveška) od leta 1998 naprej. Zgodovino smučanja je predstavil na številnih predavanjih kandidatov za učitelje smučanja, simpozijih in po slovenskih muzejih (približno 30 predavanj).
Je pobudnik za ustanovitev Slovenskega smučarskega muzeja, ki so ga realizirali skupaj z očetom Svetozarjem Gučkom in ženo Vlasto leta 1994 v Hotelu Špik Gozd Martuljek. Leta 2004 je bila zbirka preseljena v Tržiški muzej. Je soavtor programa Muzej v Nordijskem centru Planica (2015), za katerega je zbral tudi številne eksponate. Je avtor prve faze Smučarskega muzeja ELAN (2018), svetovalec pri izdelavi študije za Bloški smučarski muzej ter avtor treh razstav zgodovine smučanja o tematikah: slepi, razvoj smuči in vezi (Zavod za slepo in slabovidno mladino Ljubljana, City Park Ljubljana, sodelovanje v Bischofshofnu v Avstriji).
Obiskal je 42 smučarskih in zimskošportnih muzejev po svetu.

## Priznanja in nagrade
Združenje učiteljev smučanja Slovenije je Alešu Gučku leta 1995 podelilo priznanje za življenjsko delo in njegov doprinos k razvoju učiteljev smučanja ter leta 2006 nagrado za njegov življenjski prispevek k zgodovini smučanja. Združenje vojaških gornikov Slovenije ga je odlikovalo z bronatso medaljo Združenja vojaških gornikov Slovenije (ZVGS) za pobudo za ustanovitev Študijske skupine ZVGS in delo v njej (2018).